# احمد علامه‌دهر
احمد علامه‌دهر (زادهٔ ۱۴ بهمن ۱۳۳۲ - درگذشتهٔ ۱۱ مرداد ۱۳۹۴) بازیگر تئاتر و تلویزیون، کارگردان تئاتر، نقاش و خوشنویس اهل ایران بود

## زندگی‌نامه
احمد علامه‌دهر در سال ۱۳۳۲ در شیراز زاده شد. او مدرک درجه دو هنری از وزارت فرهنگ و ارشاد اسلامی داشت و در رشته‌های نمایش، سینما، نقاشی و خوشنویسی فعالیت می‌کرد. علامه دهر علاوه بر بازیگری در کلاس‌های گریم و طراحی صحنه تدریس می‌کرد. «نیما علامه» خوانندهٔ موسیقی پاپ، فرزند او است.
در شهریور ۱۳۹۴ نمایشگاه آثار نقاشی، طراحی، خوشنویسی و عکس احمد علامه‌دهر برپا شد. در مهر سال ۱۳۹۴ نیز همایش تئاتر علامه‌دهر در شیراز به مدت ۴ روز برگزار شد. در بهمن سال ۱۳۹۶ برخی از آثار تجسمی احمد علامه‌دهر به همراه آثار چند هنرمند دیگر در نمایشگاهی با عنوان «من و دیگران» به نمایش گذاشته شد.
همچنین در اسفند سال ۱۳۹۷ مراسم یادمان احمد علامه‌دهر در تالار ابوریحان شیراز برگزار شد.

## جوایز و افتخارات
- دریافت جایزه و تندیس در نخستین جشنوارهٔ نمایش‌های طنز کشور، برای طراحی صحنهٔ نمایش «قوزِ بالاقوز»[۱۱]
- تقدیر در چهاردهمین جشنواره تئاتر آئینی سنتی[۱۲]
- لوح تقدیر و جایزه پنجمین جشنواره تئاتر «ماه» به علت حضور مؤثر در عرصه تئاتر و شرکت در جشنواره تئاتر ماه[۱۳]
- جایزه اول بازیگری مرد در پنجمین جشنواره تئاتر رضوی به خاطر بازی در نمایش «پدرانه»[۱۴]
- آیین گرامی‌داشت احمد علامه‌دهر و مهدی ایوبی در اختتامیه یازدهمین جشنواره رضوی[۱۵]
- تندیس بهترین بازیگر نقش سیاه، پنجمین جشنواره آئینی سنتی[۱۶]
- دیپلم افتخار جشنواره تئاتر فجر برای نمایش «اقیانوس» ۱۳۶۱[۱۶]
- تندیس بهترین طراحی صحنه جشنواره تئاتر فجر برای نمایش «آرمون» ۱۳۷۴[۱۶]

## آثار
برخی از آثاری که احمد علامه‌دهر در آن‌ها حضور داشته‌است:
سریال تلویزیونی
- «پرده‌نشین» به کارگردانی بهروز شعیبی[۱۷]
- «مختارنامه» (در نقش عبدالرحمن بن شریح) به کارگردانی داوود میرباقری[۱۸]
- «زیرزمین» به کارگردانی علیرضا افخمی[۱۹]
- «میوه ممنوعه» به کارگردانی حسن فتحی[۲۰]
- «زمانی برای عاشقی» به کارگردانی محمدحسین لطیفی[۲۱][۲۲]
- «آسمان من» به کارگردانی محمدرضا آهنج[۲۳]
- «امروز و فردا» به کارگردانی حسین قناعت[۲۴]
- «اولین گناه» به کارگردانی محسن فردرو[۲۵]
- «کارآگاه کوچولو» به کارگردانی حمیدرضا حافظی[۱][۲۶]
- «جاده تباهی» به کارگردانی حسین حقانی[۲۷][۲۸]
- «سر عشق» به کارگردانی محمد حجت[۲۹]
- «راز پدر» به کارگردانی فریدالدین نیک‌جو و منوچهر رمضانی[۳۰]
- «مهمانپذیر سعادت» به کارگردانی کریم سربخش[۳۱]
- «کیمیای خاک» به کارگردانی فریدالدین نیک‌جو[۳۲]
- «زیگزاگ» به کارگردانی فریدالدین نیک‌جو[۳۳]
- «سرگشته» به کارگردانی محمدحسین حقیقی[۳۴]
- «تفنگ سرپر» به کارگردانی امرالله احمدجو[۲۰]
- «آیینه و مهتاب» به کارگردانی مسعود محبی[۳۵]
- «دروازه ساعات» به کارگردانی سیدجواد هاشمی[۳۶]
- «چای قندپهلو» به کارگردانی ناصر هاشمی
- «روزهای پرماجرا»
- «چشم در برابر چشم»

فیلم تلویزیونی
- «نقطه آخر» به کارگردانی بیژن شیرمرز[۳۷]
- «دژ سوق» به کارگردانی مجید پرهیز[۳۸]
- «آدم آهنی» به کارگردانی رحیم بهبودی‌فر[۳۹]
- «هامین» به کارگردانی افشین علیزاده[۴۰]
- «فراموشی» به کارگردانی داریوش یاری[۴۱]
- «شاتره» به کارگردانی ایمان افشاریان[۴۲]
- «آتش بر آب» به کارگردانی سید مجید پرهیز[۴۳]
- «سال تحویل» به کارگردانی حسین قناعت[۴۴]
- «سرزمین بارانی» به کارگردانی جواد مزدآبادی[۴۵]
- «بعد از آن شب» به کارگردانی علی میری‌رامشه[۴۶]
- تله تئاتر «سرعشق» به کارگردانی علیرضا سرباز[۴۷]
- مستند نمایشی «برکه» (در نقش علامه امینی) به کارگردانی علیرضا سرباز[۴۸]
- «نبش خیابان دوم» به کارگردانی نادر سامانیان[۴۹]
- «خاتم شیراز» به کارگردانی ایمان افشاریان[۵۰]
- «حرف مردم» به کارگردانی داریوش یاری[۵۱]
- «حبیب» به کارگردانی داریوش یاری[۵۲]
- «خانه‌ای در مه» به کارگردانی سیدمجتبی یاسینی[۵۳]
- «بی‌تابی» به کارگردانی ایمان افشاریان[۵۴]

### فیلم سینمایی
- «غزال» به کارگردانی مجتبی راعی[۵۵]

تئاتر
- «باغ من پاییز است» به نویسندگی سیروس همتی و کارگردانی سیداحمد نگهبان[۵۶]
- «مرغ مینا» به کارگردانی تاجبخش فناییان[۵۷][۵۸]
- «مسافران مرو» به نویسندگی سیدجواد هاشمی و شاهین صمدپور و کارگردانی سید جواد هاشمی[۵۹]
- «پدرانه» به نویسندگی آرش عباسی با کارگردانی علی‌اصغر راسخ‌راد[۶۰]
- «سایه تو سایه» به نویسندگی داوود فتحعلی‌بیگی به کارگردانی علی‌اصغر راسخ‌راد[۶۱]
- «حسن سنتوری» به نویسندگی و کارگردانی معصومه تقی‌پور[۶۲]
- «من نمی‌شکنم» به نویسندگی و کارگردانی احمد علامه دهر[۶۳]
- «یوسف و زلیخا» به نویسندگی و کارگردانی داود فتحعلی‌بیگی[۶۴]
- «تصویر یک زندگی عاشقانه» به نویسندگی و کارگردانی عبدالحی شماسی[۶۵]
- «مجلس شبیه مرگ و زندگی» به کارگردانی رحمان حقیقی[۶۶]
- «قوها» به کارگردانی احمد علامه‌دهر[۶۷]
- «روز سیاوش» به کارگردانی شکرخدا گودرزی[۶۸]
- «سلطان مار» به نویسندگی بهرام بیضایی[۲۰]
- «رام کردن زن سرکش» به نویسندگی و کارگردانی داود فتح‌علی بیگی[۶۹]
- «پهلوان کچل و اژدها» به نویسندگی و کارگردانی داود فتح‌علی بیگی[۷۰]
- «دقیانوس، امپراتور شهر افسوس» به نویسندگی محمود استادمحمد[۷۱]
- «پهلوان اکبر می‌میرد» به کارگردانی احمد علامه‌دهر[۱۶]
- «امپراتور جونز» به کارگردانی مجید جعفری[۱۶]
- «بیا تا گل برافشانیم» به کارگردانی مجید جعفری[۷۲]
- «دکتر کنونک» به نویسندگی ژول رومن و کارگردانی احمد سپاسدار[۱۶]
- «پوریای ولی»[۱۶]
- «افعی طلایی»[۱۶]
- «زنجیر عدالت»[۱۶]
- «بارگه داد»[۱۶]
- «در پوست شیر»[۱۶]
- «دیروز، امروز، فردا»[۱۶]
- «جیران»[۱۶]
- «پدر عوضی»[۱۶]
- «رستم و سهراب»[۱۶]
- «رستم و اسفندیار»[۱۶]
- «برعکس نهند نام زنگی کافور»[۱۶]
- «غسالخانه»[۱۶]
- «اسب سفید»[۱۶]
- «یوسف و زلیخا»[۱۶]
- «آدم + آدم»[۱۶]
- مرغ حق(۱۳۶۵)

## بیماری و درگذشت
احمد علامه‌دهر روز ۱۲ آذر سال ۱۳۹۳ هنگام بازی در مجموعه تلویزیونی «پرده نشین» به کارگردانی بهروز شعیبی در حرم علی‌ابن موسی‌الرضا در مشهد به علت فشار خون بالا دچار خونریزی مغزی شد و به کما رفت. او پس از ماه‌ها بستری در بیمارستان و منزل شخصی، عصر ۱۱ مرداد سال ۱۳۹۴ در سن ۶۲ سالگی در تهران درگذشت، چشم‌های او به یک بیمار، اهداء و پیوند زده شد. مراسم تشییع پیکر او روز ۱۳ مرداد ۱۳۹۴ در تالار وحدت تهران برگزار و پیکر وی در قطعهٔ هنرمندان بهشت زهرا به خاک سپرده شد. مراسم اولین سالگرد درگذشت احمد علامه‌دهر در ۱۴ مرداد ۱۳۹۵ در ادارهٔ تئاتر برگزار شد.

### حواشی
- در حالی‌که محمود رضوی تهیه‌کننده سریال «پرده‌نشین» خبر از سکتهٔ مغزی احمد علامه‌دهر داده بود، اما دختر علامه‌دهر در ویدئویی که ۴ روز پیش از درگذشت پدرش در فضای مجازی منتشر شد، احتمال سکته مغزی را رد کرد و از خونریزی در مخچهٔ پدرش سخن گفت. او دربارهٔ وضعیت پدرش و برخوردهای عوامل سریال «پرده‌نشین» با گلایه از بی‌اطلاعی خانواده از دلایل عارضه مغزی، از برخورد بدِ عوامل «پرده‌نشین» گفت: «هیچ‌کدام از دست‌اندرکاران پرده‌نشین هیچ توضیحی به ما نداده‌اند و همان یک روزی که پدرم در اتاق عمل بود، به آی‌سی‌یو آمدند، به بیمارستان یک‌سری زدند و رفتند. دست‌اندرکاران پرده‌نشین زنگ زدند و گفتند ما یک چک گذاشته‌ایم و بیایید آن را بگیرید. خواهرم وقتی برای گرفتن چک رفت، یک چک سه میلیونی بود. دو آدم گردن‌کلفت و هیکلی با لحنی تهدیدآمیز می‌گویند چک را بگیرید و دهانتان را ببندید! دیگر بعد از این جریان کسی جواب تلفن ما را نداد و تهیه‌کنندهٔ برنامه هم با لحن بدی گفت دیگر به من زنگ نزنید!»[۸۲][۸۳][۸۴]
- در زمانی که وضعیت جسمانی احمد علامه‌دهر وخیم بود مؤسسه حمایت از هنرمندان پیشکسوت از وی حمایت نکرد و علت را نداشتن مدرک درجه یک هنری اعلام نمود. به همین دلیل جمعی از دوستداران او با تنظیم نامه‌ای برای وزیر فرهنگ و ارشاد اسلامی خواستار حمایت این وزارتخانه از وی شدند.[۸۵]
- لیلا بلوکات که پیش از درگذشت احمد علامه‌دهر به دیدنش رفته بود در صفحهٔ شخصی‌اش با گلایه از اهالی هنر و تهیه‌کننده سریال پرده نشین، نوشت: «فرش زیر پا و همهٔ زندگی او فروخته شد تا هزینه درمان و پرستاری شود.»[۸۶]